# Jan Seifert (Fußballspieler)
Jan Seifert (* 14. Oktober 1968 in Brand-Erbisdorf) ist ein ehemaliger deutscher Fußballspieler und heutiger -trainer.

## Karriere
Jan Seifert begann seine Profikarriere beim Chemnitzer FC. Über den SC Freiburg, für den er einmal in der Bundesliga eingesetzt wurde, und den VfB Leipzig kam er zum FSV Zwickau, wo er sich einen Namen als Abwehrspieler machte. Mit der SpVgg Unterhaching erreichte er den größten Erfolg seiner Karriere, den Aufstieg in die Fußball-Bundesliga. Er kam in zwei Jahren für Unterhaching in der Bundesliga zu 60 Einsätzen, in denen er 5 Tore erzielte. Zwei Abstiege nacheinander bis in die Regionalliga Süd machte er noch mit, bevor er sich zu Dynamo Dresden in heimatliche Gefilde zurückzog. Seifert erzielte in 191 Spielen in der 2. Bundesliga immerhin 19 Tore und in 61 Spielen in der 1. Bundesliga fünf Tore. Seifert kam für den FC Karl-Marx-Stadt am 13. September 1989 auch im UEFA-Pokal gegen Boavista Porto zum Einsatz. Es blieb sein einziges Spiel in diesem Wettbewerb.
Ab 2008 spielte er noch für den Leubnitzer SV 1898.
Nach einer Saison als Spieler bei Dynamo Dresden wechselte Seifert im Sommer 2005 in den Trainerstab. Er trainierte bis 2007 die zweite Mannschaft von Dynamo und wurde mit dem Trainerwechsel am 25. September 2007 zum Co-Trainer von Eduard Geyer bei der ersten Mannschaft. Infolge der Beurlaubung von Geyers Nachfolger Ruud Kaiser übernahm Seifert am 5. Oktober 2009 wieder das Traineramt bei der zweiten Mannschaft. Im Juli 2010 übernahm Seifert den Landesligisten Radebeuler BC 08.
Am 25. April 2013 wurde bekannt, dass Seifert zur Saison 2013/14 als Trainer der 2. Mannschaft von Dynamo Dresden verpflichtet wurde. Sein Vertrag galt ursprünglich bis zum 30. Juni 2015. Seit April 2014 ist Seifert jedoch Leiter der Nachwuchsakademie von Dynamo Dresden; somit wurde er ab der Saison 2014/15 von seiner Aufgabe als Trainer entbunden. Sein Vertrag bei Dynamo wurde mehrfach verlängert und endete 2023.